# Mysz tamilska
Mysz tamilska (Mus famulus) – endemiczny gatunek gryzoni z rodziny myszowatych, występujący wyłącznie w południowych Indiach. Gatunek został opisany naukowo w 1898 roku przez J.L. Bonhote’a.
Dawniej zaliczana do podrodzaju Coelomys, obecnie mysz ta umieszczana jest w podrodzaju nominatywnym.

## Morfologia
Długość ciała (bez ogona) 90–100 mm, długość ogona 71–94 mm, długość ucha 12–17 mm, długość tylnej stopy 18,5–21 mm; masa ciała 23–30,4 g.

## Biologia
Mysz tamilska żyje w Ghatach Zachodnich na Półwyspie Indyjskim, w stanach Kerala i Tamilnadu. Jest spotykana na wysokości od 1540 do 2400 m n.p.m. w górskich wilgotnych lasach równikowych. Prowadzi nocny tryb życia.
W tym samym regionie występują także dwa inne endemiczne gatunki myszowatych: myszeczka piękna (Vandeleuria nilagirica) i szczur dekański (Rattus satarae).

## Populacja
Jest to gatunek zagrożony, spotykany na obszarze mniejszym niż 5000 km². Wszystkie osobniki zamieszkują w nie więcej niż pięciu miejscach. Populacja tej myszy maleje, poza dwoma parkami narodowymi zagraża jej wpływ człowieka. Gatunek nie jest chroniony, indyjska ustawa o ochronie przyrody z 1972 roku uznaje go za szkodnika. Dla jego ochrony rekomendowany jest monitoring populacji i rozmnażanie gryzoni w niewoli.